# Khu công nghiệp Đông Bắc Sông Cầu
Khu công nghiệp Đông Bắc Sông Cầu là khu công nghiệp được quy hoạch gắn liền với việc phát triển kinh tế-xã hội vùng Đông Bắc của thị xã Sông Cầu, được triển khai từ tháng 2 năm 2002 với tổng diện tích 315,8 ha.

## Vị trí - Địa lý
Khu công nghiệp này nằm ở xã Xuân Hải, thị xã Sông Cầu, tỉnh Phú Yên gồm 3 phân khu:
- Khu 1: 105,8 ha, nằm giáp ranh với xã Xuân Hòa
- Khu 2: 98 ha
- Khu 3: 98 ha

Phía bắc gần với thành phố Quy Nhơn (chỉ cách cảng Quy Nhơn 20 Km) và có đường Quốc lộ 1D đi qua.
Bên cạnh khu công nghiệp này là khu dân cư rộng 138 ha phục vụ khu công nghiệp thuộc các xã Xuân Lộc, Xuân Bình, Xuân Hải, Xuân Hòa.

## Đầu tư

### Các sản phẩm khuyến khích đầu tư
Danh mục các sản phẩm được tỉnh khuyến khích đầu tư:
- Sản phẩm từ dừa
- Nông -Lâm-Thủy sản để xuất khẩu
- Chế biến thực phẩm, nước giải khát
- Vật liệu xây dựng có chất lượng cao
- Giày, da, may mặc, thủ công mỹ nghệ
- Nhựa, hóa chất
- Gỗ, giấy
- Cơ khí, điện tử

### Chính sách khuyến khích đầu tư
KCN này được hưởng ưu đãi theo danh mục C của Chính phủ Việt Nam do nằm trong vùng khó khăn về kinh tế.
Một số khuyến khích khác của tỉnh Phú Yên:
- Miễn tiền thuê đất từ 12 đến 15 năm
- Miễn phí sử dụng hạ tầng 5 năm
- Miễn thuế thu nhập doanh nghiệp trong 4 năm đầu và giảm 50% trong 7 đến 9 năm tiếp theo
- Hỗ trợ chi phí đào tạo lao động, kinh phí thực hiện các tiêu chuẩn về chất lượng sản phẩm và sản xuất kinh doanh, chi phí lập báo cáo đánh giá tác động môi trường,...